# あかまる
あかまるは、日本の漫画家。X（旧Twitter）での名称は寅尾あかまる（とらおあかまる）。2023年より、「ヒーローコミックス」レーベル（イマジカインフォス）にて、中野在太原作による小説『康太の異世界ごはん』のコミカライズを連載している。夫は漫画家のTATSUBON。

## 来歴

### あかまる
投稿時代は少女漫画、ファンタジー漫画の持ち込みをしていた。
2014年、あかまる名義で『月刊少年エース』（KADOKAWA）にて、25歳で腐女子でニートの日常を描いた『腐女子の幸せ』の連載を開始。2015年、『ヤングエースUP』（同）が創刊され、創刊時の作品として『ギリギリ漫画家夫婦の子育て奮闘記』の連載を開始。夫のTATSUBONと子育てを行う育児漫画である。2017年、『月刊アクション』（双葉社）にて、TATSUBONと共著の『書店員さんの部屋に聖騎士が住んでます。』の連載を開始。2018年、『ヤングエースUP』にて少女漫画家の百合コメディ『私たちは恋を描けない』の連載を開始。
2022年、寅尾あかまる名義で『ヤングキング』（少年画報社）に『配信者と結婚するのはやめた方がいい』の読み切りを掲載。読者から好評を得て、同年に連載化となる。2023年、「ヒーローコミックス」レーベル（イマジカインフォス）で中野在太の原作による小説『康太の異世界ごはん』のコミカライズの連載を開始。

### TATSUBON
2008年、「第2回少年ライバルコミック大賞」で準入選を受賞。2010年、『月刊少年ライバル』（講談社）7月号より、ゲーム『Dragon Nest』のコミカライズ『Dragon Nest 瞬撃のセド』の連載を開始。2017年、『月刊アクション』（双葉社）にて、あかまると共著の『書店員さんの部屋に聖騎士が住んでます。』の連載を開始。『田所さん』をTwitter上で発表し、好評を得たことから2019年、『コミックヴァルキリー』（キルタイムコミュニケーション）にて連載を開始。

## 作品リスト

### あかまる名義

#### 連載
- 腐女子の幸せ（『月刊少年エース』2014年12月号[5] - 2015年9月号、全1巻[6]）
- ギリギリ漫画家夫婦の子育て奮闘記（『ヤングエースUP』2015年12月22日[7] - 2016年7月8日[13]、全1巻）
- 書店員さんの部屋に聖騎士が住んでます。（『月刊アクション』2017年9月号[8] - 2018年11月号、全2巻） - 「あかまる＋TATSUBON」名義[8]。
- 私たちは恋を描けない（『ヤングエースUP』2018年6月15日[14] - 2019年5月24日、既刊1巻）
- すごい年の差夫婦の話（『少年エースplus』、全1巻[15]）

#### 読み切り
- 泳がない水泳部（『アルティマエース』Vol.6（『ヤングエース』2012年9月号増刊）[16]）
- 谷崎潤一郎の受難（原作：朝霧カフカ、『文豪ストレイドッグス 公式アンソロジー 〜麗〜』、2016年[17]） - 『文豪ストレイドッグス』のアンソロジー寄稿作品[17]。
- トキの歌を聴け！（『けものフレンズ コミックアラカルト ジャパリパーク編』、2017年[18]） - 『けものフレンズ』のアンソロジー寄稿作品[18]。
- 6つ子の現実逃避（『おそ松さん公式アンソロジーコミック NEET GOING ON!』、2018年[19]） - 『おそ松さん』のアンソロジー寄稿作品[19]。

### 寅尾あかまる名義

#### 連載
- 先生、僕たちがついてます！（『グランドジャンプむちゃ』2021年5月号[20] - ） - 当初は読み切りとして掲載[20]
- 配信者と結婚するのはやめた方がいい（『ヤングキング』2022年24号[10] - 2023年15号、全1巻[21]）
- 康太の異世界ごはん（原作：中野在太、「ヒーローコミックス」レーベル 2023年9月29日[2] - ）

#### 読み切り
- お局さんとグイグイ部下ちゃん（『グランドジャンプむちゃ』2020年9月号[22]）
- 配信者と結婚するのはやめた方がいい（『ヤングキング』2022年20号[23]）

### TATSUBON
- Dragon Nest　瞬撃のセド（『月刊少年ライバル』2010年7月号[11] - 2011年5月号、全3巻）
- LDZ3（コンセプト：稲船敬二、『新雑誌研究所』2014年9月4日[24] - 2015年8月4日、全2巻） - 漫画担当、単行本は電子書籍限定[25]。
- アキバタリアン（原作：稲船敬二、『少年マガジンエッジ』電子版2016年1月号[26] - 2016年12月号[27]、全2巻） - 漫画担当[26]。
- 書店員さんの部屋に聖騎士が住んでます。（『月刊アクション』2017年9月号[8] - 2018年11月号、全2巻） - 「あかまる＋TATSUBON」名義[8]。
- 田所さん（『コミックヴァルキリー』2019年8月[12] - 2021年12月21日[28]、全4巻） - 連載の続きはTATSUBONが自身で公開しているニコニコ漫画にて発表[28]。
- かわいいひと（SNS上で発表[29]、全1巻）